# Liste des présidents des États-Unis

Sceau du président des États-Unis.

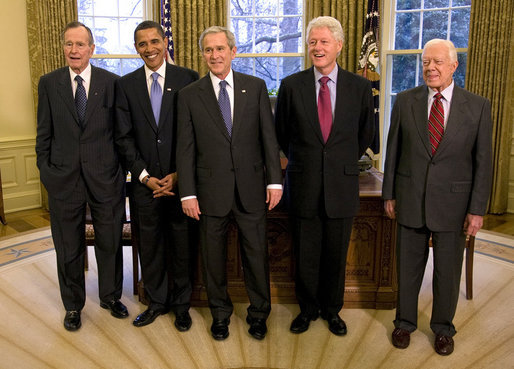
Rencontre à la Maison-Blanche le 9 janvier 2009 de tous les présidents des États-Unis encore vivants : de gauche à droite, George H. W. Bush, Barack Obama (président élu), George W. Bush (président en exercice), Bill Clinton et Jimmy Carter.

La liste des présidents des États-Unis ci-dessous comprend tous les titulaires de la présidence depuis l'indépendance, du plus ancien au plus récent, ainsi qu'une frise chronologique les présentant d'après leur étiquette politique, du plus récent au plus ancien.
Martin Van Buren est le premier président à naître citoyen américain, ses prédécesseurs étaient nés sujets britanniques. Sa famille étant originaire des Pays-Bas, il est également le seul président dont l'anglais n'est pas la langue maternelle. Franklin Delano Roosevelt est le premier président à être élu pour quatre mandats, le dernier ne sera cependant pas achevé du fait de son décès. Il reste le seul président américain réélu trois fois successivement. Il est également le seul à accomplir plus de deux mandats puisque le XXIIe amendement constitutionnel, qui entre en vigueur en 1951, interdit depuis aux présidents de briguer un troisième mandat. En outre, Grover Cleveland est le premier président à être élu pour deux mandats non consécutifs. Il est donc à la fois le 22e et le 24e président. Ainsi, si Donald Trump est le 47e président, il n'existe que 45 personnes qui portent ce titre avant lui. Un seul président accède à la fonction sans être élu ni à la présidence ni à la vice-présidence : succédant à Richard Nixon à la suite de sa démission, Gerald Ford avait auparavant été nommé vice-président par celui-ci en remplacement du vice-président démissionnaire, Spiro Agnew, en 1973.
Neuf présidents américains ne terminent pas leur mandat et sont donc remplacés par leur vice-président. Un seul président est démissionnaire (avant la fin de la procédure d'impeachment), Richard Nixon, alors que huit sont décédés durant leur mandat : quatre sont assassinés (Abraham Lincoln, James A. Garfield, William McKinley et John Fitzgerald Kennedy) et quatre sont morts naturellement (William Henry Harrison, Zachary Taylor, Warren G. Harding et Franklin Delano Roosevelt). Actuellement, quatre anciens présidents des États-Unis sont vivants : Bill Clinton, George W. Bush, Barack Obama et Joe Biden.
Parmi les premiers présidents, une dizaine étaient esclavagistes (Washington, Jefferson, Madison, Monroe, Jackson, Harrison, Tyler, Polk, Taylor, Johnson),.
Deux présidents ont été réélus de manière non consécutive, Grover Cleveland (en 1884 et en 1892) et  Donald Trump (en 2016 et en 2024).
Deux présidents ont occupé la fonction tout comme leur père auparavant : John Quincy Adams (1825-1829) et son père John Adams (1797-1801) ; George W. Bush (2001-2009) et son père George H. W. Bush (1989-1993).

## Liste
| N° | Titulaire (Naissance-Mort) État d'origine | Titulaire (Naissance-Mort) État d'origine | Début de mandat   | Fin de mandat     | Parti | Parti                                       | Notes  |
| -- | ----------------------------------------- | ----------------------------------------- | ----------------- | ----------------- | ----- | ------------------------------------------- | ------ |
| 1  | George Washington (1732-1799) VA          | George Washington                         | 30 avril 1789     | 4 mars 1797       |       | Indépendant                                 | [ a ]  |
| 2  | John Adams (1735-1826) MA                 | John Adams                                | 4 mars 1797       | 4 mars 1801       |       | Fédéraliste                                 | [ b ]  |
| 3  | Thomas Jefferson (1743-1826) VA           | Thomas Jefferson                          | 4 mars 1801       | 4 mars 1809       |       | Républicain- démocrate                      | [ c ]  |
| 4  | James Madison (1751-1836) VA              | James Madison                             | 4 mars 1809       | 4 mars 1817       |       | Républicain- démocrate                      | [ d ]  |
| 5  | James Monroe (1758-1831) VA               | James Monroe                              | 4 mars 1817       | 4 mars 1825       |       | Républicain- démocrate                      | [ e ]  |
| 6  | John Quincy Adams (1767-1848) MA          | John Quincy Adams                         | 4 mars 1825       | 4 mars 1829       |       | Républicain- démocrate National-républicain | [ f ]  |
| 7  | Andrew Jackson (1767-1845) TN             | Andrew Jackson                            | 4 mars 1829       | 4 mars 1837       |       | Démocrate                                   | [ g ]  |
| 8  | Martin Van Buren (1782-1862) NY           |                                           | 4 mars 1837       | 4 mars 1841       |       | Démocrate                                   | [ h ]  |
| 9  | William Henry Harrison (1773-1841) OH     | William Henry Harrison                    | 4 mars 1841       | 4 avril 1841      |       | Whig                                        | [ i ]  |
| 10 | John Tyler (1790-1862) VA                 | John Tyler                                | 4 avril 1841      | 4 mars 1845       |       | Indépendant                                 | [ j ]  |
| 11 | James K. Polk (1795-1849) TN              | James K. Polk                             | 4 mars 1845       | 4 mars 1849       |       | Démocrate                                   | [ k ]  |
| 12 | Zachary Taylor (1784-1850) KY             | Zachary Taylor                            | 4 mars 1849       | 9 juillet 1850    |       | Whig                                        | [ l ]  |
| 13 | Millard Fillmore (1800-1874) NY           | Millard Fillmore                          | 9 juillet 1850    | 4 mars 1853       |       | Whig                                        | [ m ]  |
| 14 | Franklin Pierce (1804-1869) NH            |                                           | 4 mars 1853       | 4 mars 1857       |       | Démocrate                                   | [ n ]  |
| 15 | James Buchanan (1791-1868) PA             | James Buchanan                            | 4 mars 1857       | 4 mars 1861       |       | Démocrate                                   | [ o ]  |
| 16 | Abraham Lincoln (1809-1865) IL            | Abraham Lincoln                           | 4 mars 1861       | 15 avril 1865     |       | Républicain Union (en)                      | [ p ]  |
| 17 | Andrew Johnson (1808-1875) TN             | Andrew Johnson                            | 15 avril 1865     | 4 mars 1869       |       | Union (en) Démocrate                        | [ q ]  |
| 18 | Ulysses S. Grant (1822-1885) IL           | Ulysses S. Grant                          | 4 mars 1869       | 4 mars 1877       |       | Républicain                                 | [ r ]  |
| 19 | Rutherford B. Hayes (1822-1893) OH        | Rutherford B. Hayes                       | 4 mars 1877       | 4 mars 1881       |       | Républicain                                 | [ s ]  |
| 20 | James A. Garfield (1831-1881) OH          | James A. Garfield                         | 4 mars 1881       | 19 septembre 1881 |       | Républicain                                 | [ t ]  |
| 21 | Chester A. Arthur (1829-1886) NY          | Chester A. Arthur                         | 19 septembre 1881 | 4 mars 1885       |       | Républicain                                 | [ u ]  |
| 22 | Grover Cleveland (1837-1909) NY 1re fois  | Grover Cleveland                          | 4 mars 1885       | 4 mars 1889       |       | Démocrate                                   | [ v ]  |
| 23 | Benjamin Harrison (1833-1901) IN          | Benjamin Harrison                         | 4 mars 1889       | 4 mars 1893       |       | Républicain                                 | [ w ]  |
| 24 | Grover Cleveland (1837-1909) NY 2de fois  | Grover Cleveland                          | 4 mars 1893       | 4 mars 1897       |       | Démocrate                                   | [ x ]  |
| 25 | William McKinley (1843-1901) OH           | William McKinley                          | 4 mars 1897       | 14 septembre 1901 |       | Républicain                                 | [ y ]  |
| 26 | Theodore Roosevelt (1858-1919) NY         | Theodore Roosevelt                        | 14 septembre 1901 | 4 mars 1909       |       | Républicain                                 | [ z ]  |
| 27 | William H. Taft (1857-1930) OH            | William H. Taft                           | 4 mars 1909       | 4 mars 1913       |       | Républicain                                 | [ aa ] |
| 28 | Woodrow Wilson (1856-1924) NJ             | Woodrow Wilson                            | 4 mars 1913       | 4 mars 1921       |       | Démocrate                                   | [ ab ] |
| 29 | Warren G. Harding (1865-1923) OH          | Warren G. Harding                         | 4 mars 1921       | 2 août 1923       |       | Républicain                                 | [ ac ] |
| 30 | Calvin Coolidge (1872-1933) MA            | Calvin Coolidge                           | 2 août 1923       | 4 mars 1929       |       | Républicain                                 | [ ad ] |
| 31 | Herbert Hoover (1874-1964) CA             | Herbert Hoover                            | 4 mars 1929       | 4 mars 1933       |       | Républicain                                 | [ ae ] |
| 32 | Franklin Delano Roosevelt (1882-1945) NY  | Franklin Delano Roosevelt                 | 4 mars 1933       | 12 avril 1945     |       | Démocrate                                   | [ af ] |
| 33 | Harry S. Truman (1884-1972) MO            | Harry S. Truman                           | 12 avril 1945     | 20 janvier 1953   |       | Démocrate                                   | [ ag ] |
| 34 | Dwight D. Eisenhower (1890-1969) KS       | Dwight D. Eisenhower                      | 20 janvier 1953   | 20 janvier 1961   |       | Républicain                                 | [ ah ] |
| 35 | John Fitzgerald Kennedy (1917-1963) MA    | John Fitzgerald Kennedy                   | 20 janvier 1961   | 22 novembre 1963  |       | Démocrate                                   | [ ai ] |
| 36 | Lyndon B. Johnson (1908-1973) TX          | Lyndon B. Johnson                         | 22 novembre 1963  | 20 janvier 1969   |       | Démocrate                                   | [ aj ] |
| 37 | Richard Nixon (1913-1994) CA              | Richard Nixon                             | 20 janvier 1969   | 9 août 1974       |       | Républicain                                 | [ ak ] |
| 38 | Gerald Ford (1913-2006) MI                |                                           | 9 août 1974       | 20 janvier 1977   |       | Républicain                                 | [ al ] |
| 39 | Jimmy Carter (1924-2024) GA               |                                           | 20 janvier 1977   | 20 janvier 1981   |       | Démocrate                                   | [ am ] |
| 40 | Ronald Reagan (1911-2004) CA              | Ronald Reagan                             | 20 janvier 1981   | 20 janvier 1989   |       | Républicain                                 | [ an ] |
| 41 | George H. W. Bush (1924-2018) TX          | George H. W. Bush                         | 20 janvier 1989   | 20 janvier 1993   |       | Républicain                                 | [ ao ] |
| 42 | Bill Clinton (né en 1946) AR              | Bill Clinton                              | 20 janvier 1993   | 20 janvier 2001   |       | Démocrate                                   | [ ap ] |
| 43 | George W. Bush (né en 1946) TX            | George W. Bush                            | 20 janvier 2001   | 20 janvier 2009   |       | Républicain                                 | [ aq ] |
| 44 | Barack Obama (né en 1961) IL              | Barack Obama                              | 20 janvier 2009   | 20 janvier 2017   |       | Démocrate                                   | [ ar ] |
| 45 | Donald Trump (né en 1946) NY 1re fois     | Donald Trump                              | 20 janvier 2017   | 20 janvier 2021   |       | Républicain                                 | [ as ] |
| 46 | Joe Biden (né en 1942) PA                 | Joe Biden                                 | 20 janvier 2021   | 20 janvier 2025   |       | Démocrate                                   | [ at ] |
| 47 | Donald Trump (né en 1946) NY 2de fois     | Donald Trump                              | 20 janvier 2025   | En cours          |       | Républicain                                 | [ au ] |

## Longévité
Deux des cinq membres du Comité de rédaction de la Déclaration d'indépendance des États-Unis, John Adams et Thomas Jefferson, ayant été respectivement second et troisième Président des États-Unis, décéderont tous les deux le 4 juillet 1826, soit exactement 50 ans après la déclaration de cet acte fondateur qui a donné naissance aux États-Unis d'Amérique, le 4 juillet 1776.

## Présidents battus à l'élection à l'issue de leur mandat
Un fédéraliste :
- John Adams (1797-1801) : battu par Thomas Jefferson, qu'il avait devancé lors de son élection.

Un républicain-démocrate :
- John Quincy Adams (1825-1829), fils du précédent : battu par Andrew Jackson, qu'il avait précédemment défait.

Trois démocrates :
- Martin Van Buren (1837-1841) : battu par William Henry Harrison, qu'il avait battu à son élection ;
- Grover Cleveland (1893-1897) : battu par Benjamin Harrison, qu'il battra en revanche à la fin du mandat de ce dernier ;
- Jimmy Carter (1977-1981) : battu par Ronald Reagan.

Six républicains :
- Benjamin Harrison (1889-1893) : battu par Grover Cleveland, qu'il avait défait lors de son élection ;
- William Howard Taft (1909-1913) : battu par Woodrow Wilson ;
- Herbert Hoover (1929-1933) : battu par Franklin Delano Roosevelt ;
- Gerald Ford (1974-1977) : battu par Jimmy Carter (contrairement aux autres présidents énumérés dans cette rubrique, qui étaient candidats à la réélection, Ford se présentait à l'élection pour la première fois) ;
- George H. W. Bush (1989-1993) : battu par Bill Clinton ;
- Donald Trump (2017-2021) : battu par Joe Biden, à la fin du mandat duquel il sera réélu.

## Mandats interrompus

### Président démissionnaire
Un républicain :
- Richard Nixon (1969-1974) : démissionnaire au début de son second mandat.

### Présidents morts en fonction
Huit présidents sont morts en fonction : quatre de maladie et quatre assassinés.

#### Morts de maladies
Chronologiquement, deux whigs, un républicain et un démocrate :
- William Henry Harrison (1841) : mort de pneumonie et pleurésie au début de son mandat ;
- Zachary Taylor (1849-1850) : mort d'une maladie de l'estomac au début de son mandat ;
- Warren G. Harding (1921-1923) : mort de pneumonie à mi-mandat ;
- Franklin D. Roosevelt (1933-1945) : mort d'une hémorragie cérébrale au début de son quatrième mandat.

#### Assassinés
Chronologiquement, trois républicains et un démocrate :
- Abraham Lincoln (1861-1865) : assassiné par John Wilkes Booth au début de son second mandat ;
- James A. Garfield (1881) : assassiné par Charles J. Guiteau au début de son mandat ;
- William McKinley (1897-1901) : assassiné par Leon Czolgosz au début de son second mandat ;
- John F. Kennedy (1961-1963) : assassiné par Lee Harvey Oswald à mi-mandat.

## Anciens présidents toujours en vie
Trois démocrates :
- Bill Clinton (1993-2001) : né en 1946, âgé de 78 ans, 11 mois et 17 jours ;
- Barack Obama (2009-2017) : né en 1961, âgé de 64 ans et 1 jour ;
- Joe Biden (2021-2025) ; né en 1942, âgé de 82 ans, 8 mois et 16 jours

Deux républicains : 
- George W. Bush (2001-2009) : né en 1946, âgé de 79 ans et 30 jours ;
- Donald Trump (2017–2021) : né en 1946, âgé de 79 ans, 1 mois et 22 jours ;

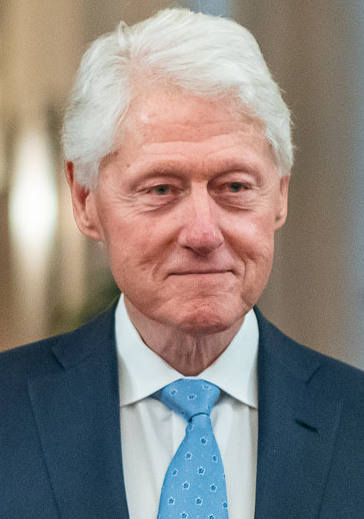
Bill Clinton
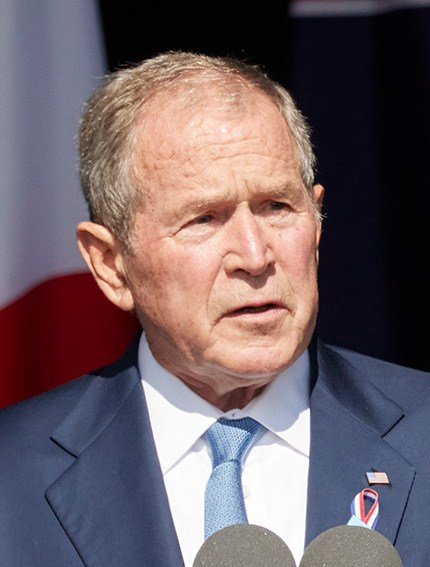
George W. Bush
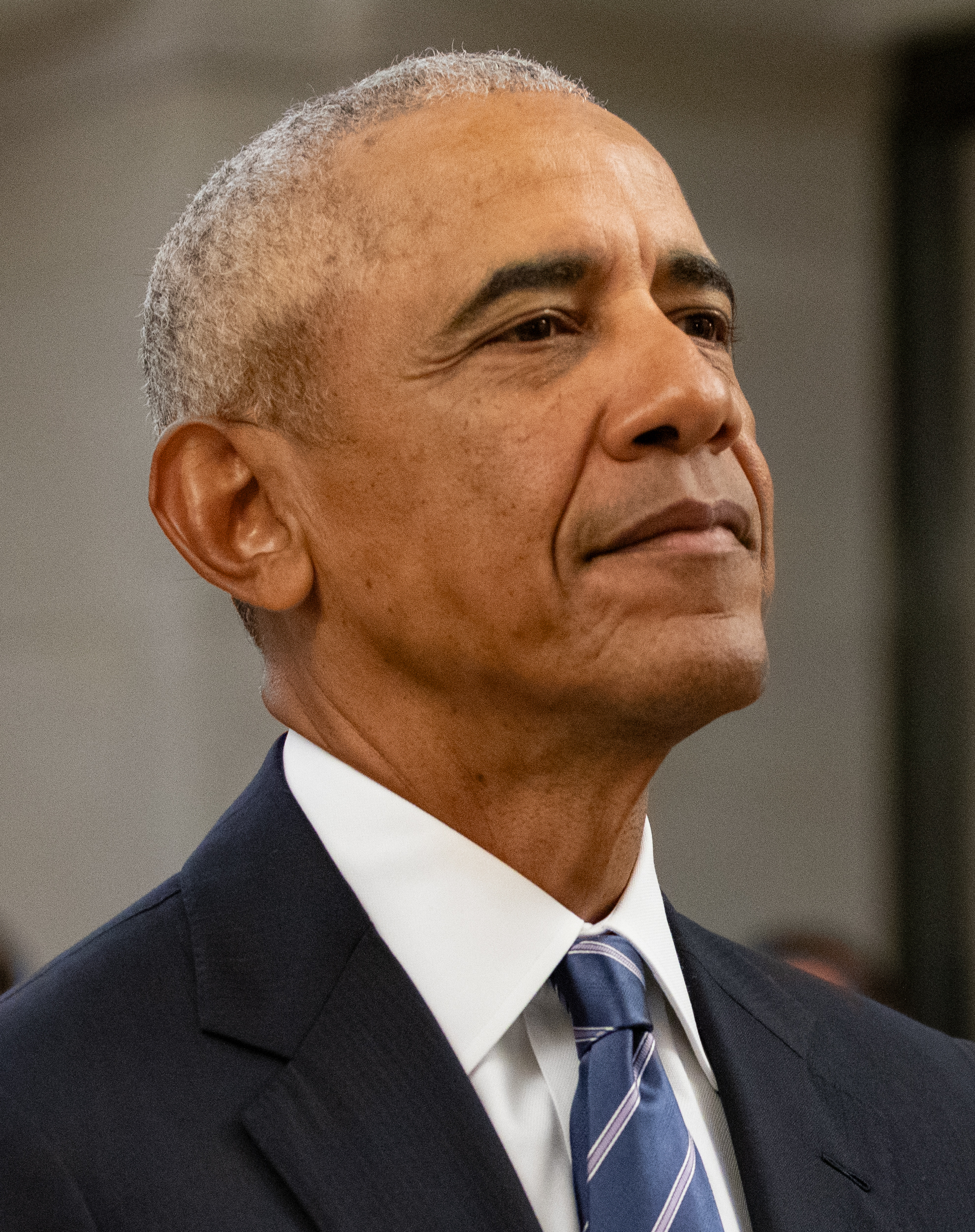
Barack Obama
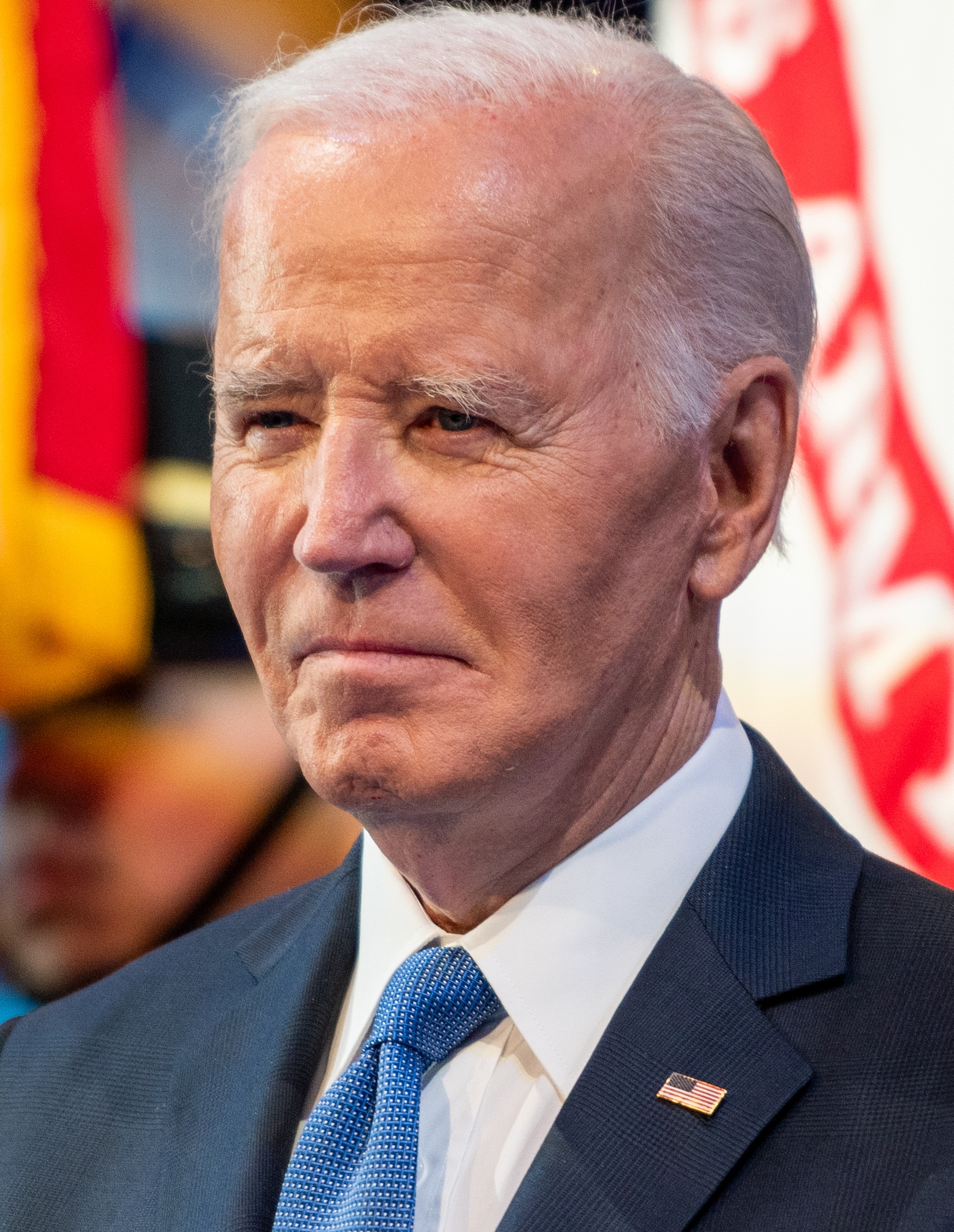
Joe Biden
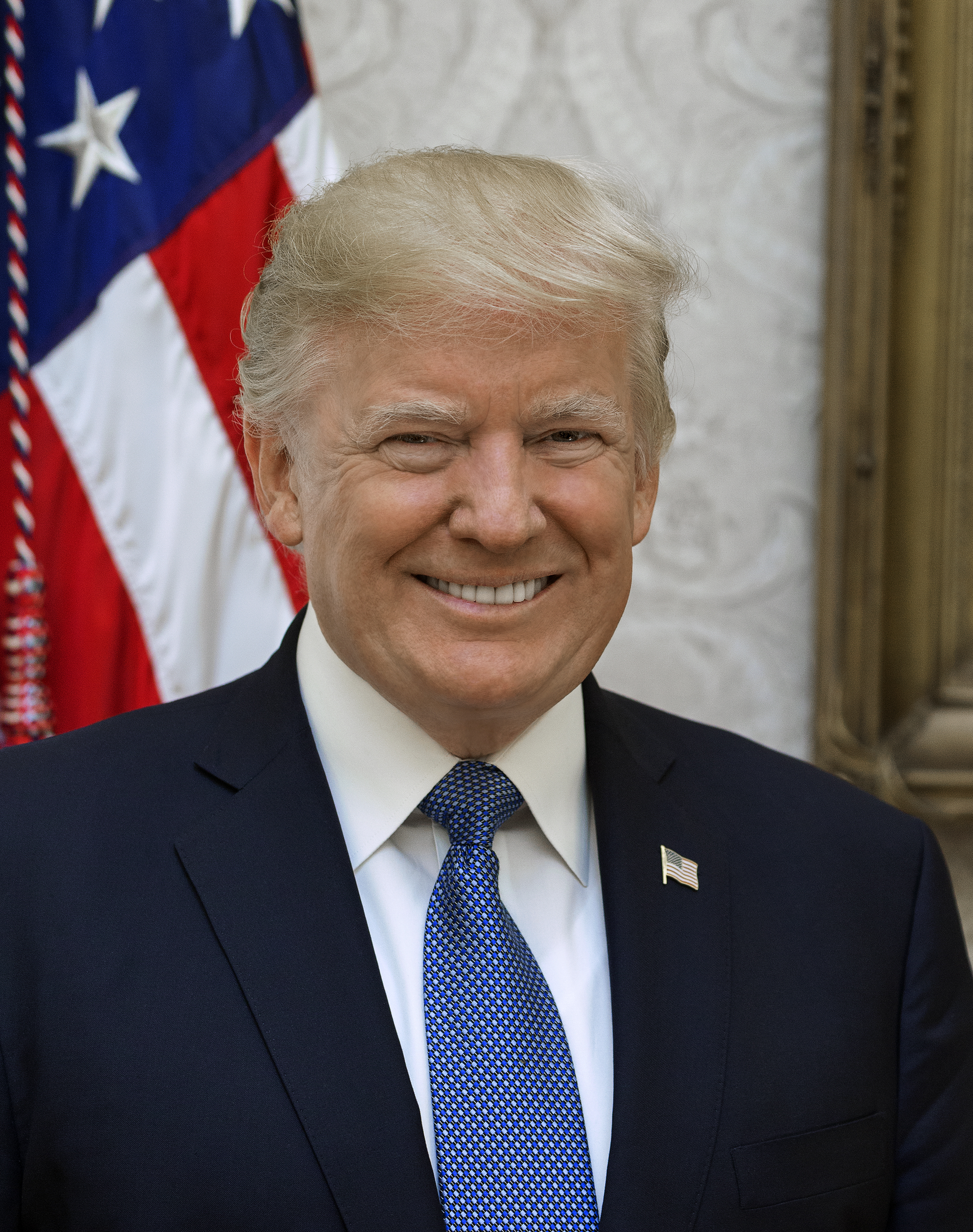
Donald Trump

## Records et particularités
- la présidence la plus longue : Franklin Delano Roosevelt (présidence de 12 ans, 1 mois et 8 jours entre 1933 et 1945)
- la présidence la plus courte : William Henry Harrison (présidence de 1 mois en 1841)
- le plus de mandats et le seul à en avoir fait plus de deux : Franklin Delano Roosevelt (4 mandats)
- le plus de mandats achevés : Franklin Delano Roosevelt (3 mandats)
- le président le plus jeune au début de son mandat : Theodore Roosevelt (débute son mandat à 42 ans, 10 mois et 18 jours)[note 1]
- le président élu le plus jeune au début de son mandat : John F. Kennedy (débute son mandat à 43 ans, 7 mois et 22 jours)
- le président le plus vieux au début de son mandat : Donald Trump (débute son second mandat à 78 ans, 7 mois et 6 jours)
- le président le plus jeune à la fin d'un mandat complet : Theodore Roosevelt (finit son mandat à 50 ans, 4 mois et 5 jours)
- le président le plus vieux à la fin d'un mandat : Joe Biden (finit son mandat à 82 ans et 2 mois)
- le président mort le plus jeune au cours de son mandat : John Fitzgerald Kennedy (meurt à 46 ans, 5 mois et 24 jours)
- le président mort le plus vieux au cours de son mandat : William Henry Harrison (meurt à 68 ans, 1 mois et 26 jours)
- le président mort le plus jeune après son mandat : James K. Polk (meurt à 53 ans, 7 mois et 46 jours)
- le président mort le plus âgé après son mandat : Jimmy Carter (meurt à 100 ans, 2 mois et 28 jours)
- le président ayant vécu le moins longtemps après son mandat : James K. Polk (survit 3 mois et 11 jours)
- le président ayant vécu le plus longtemps après son mandat : Jimmy Carter (survit 43 ans, 10 mois et 22 jours)
- le président toujours vivant le plus jeune : Barack Obama (âgé de 64 ans et 1 jour), record en cours
- le président toujours vivant le plus vieux : Joe Biden (âgé de 82 ans, 8 mois et 16 jours), record en cours
- le président jamais élu comme président et jamais élu comme vice-président : Gerald Ford (nommé comme vice-président après la démission de Spiro Agnew, puis devenu président un an plus tard après la démission de Richard Nixon, et finalement battu par Jimmy Carter).
- les présidents ayant fait deux mandats non consécutifs : Grover Cleveland (1885-1889 et 1893-1897) et Donald Trump (2017-2021 et à partir de 2025).
- les présidents ayant occupé la fonction tout comme leur père auparavant : John Quincy Adams (1825-1829), après son père John Adams (1797-1801), et George W. Bush (2001-2009), après son père George H. W. Bush (1989-1993).

## Prix Nobel de la paix
Quatre présidents américains obtiennent le prix Nobel de la paix, dont trois pendant leur mandat et un après (Jimmy Carter).

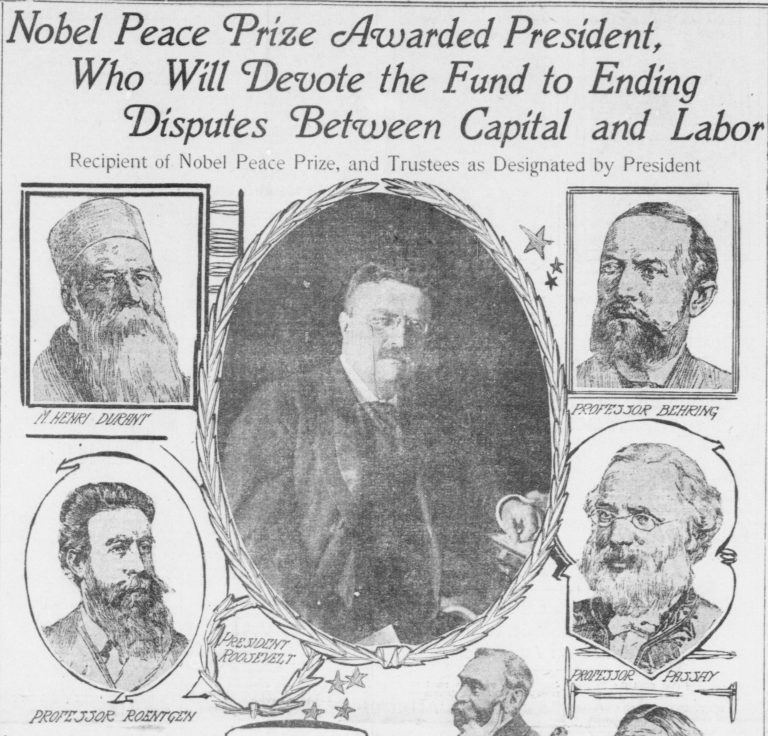
Theodore Roosevelt en 1906.
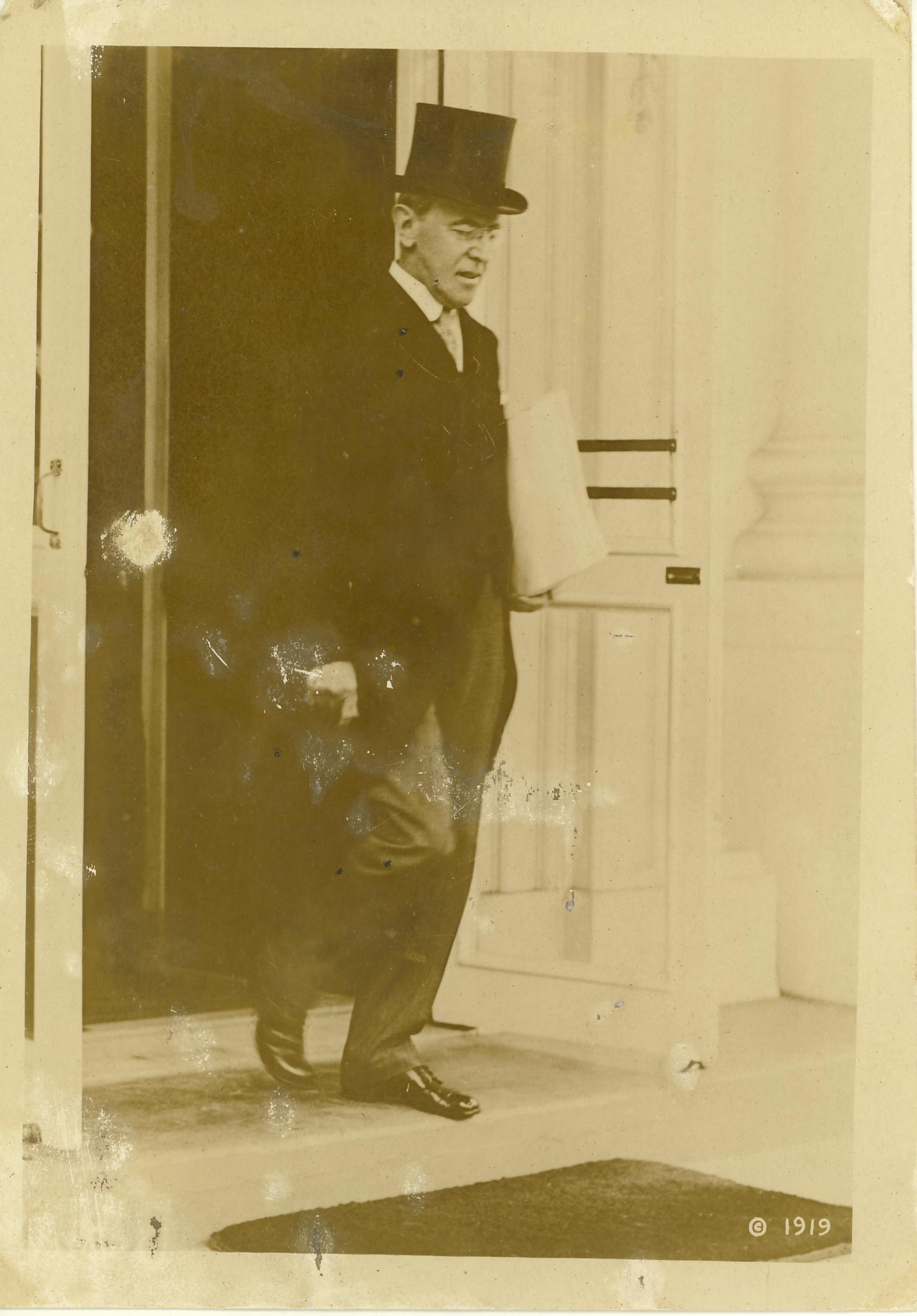
Woodrow Wilson en 1919.
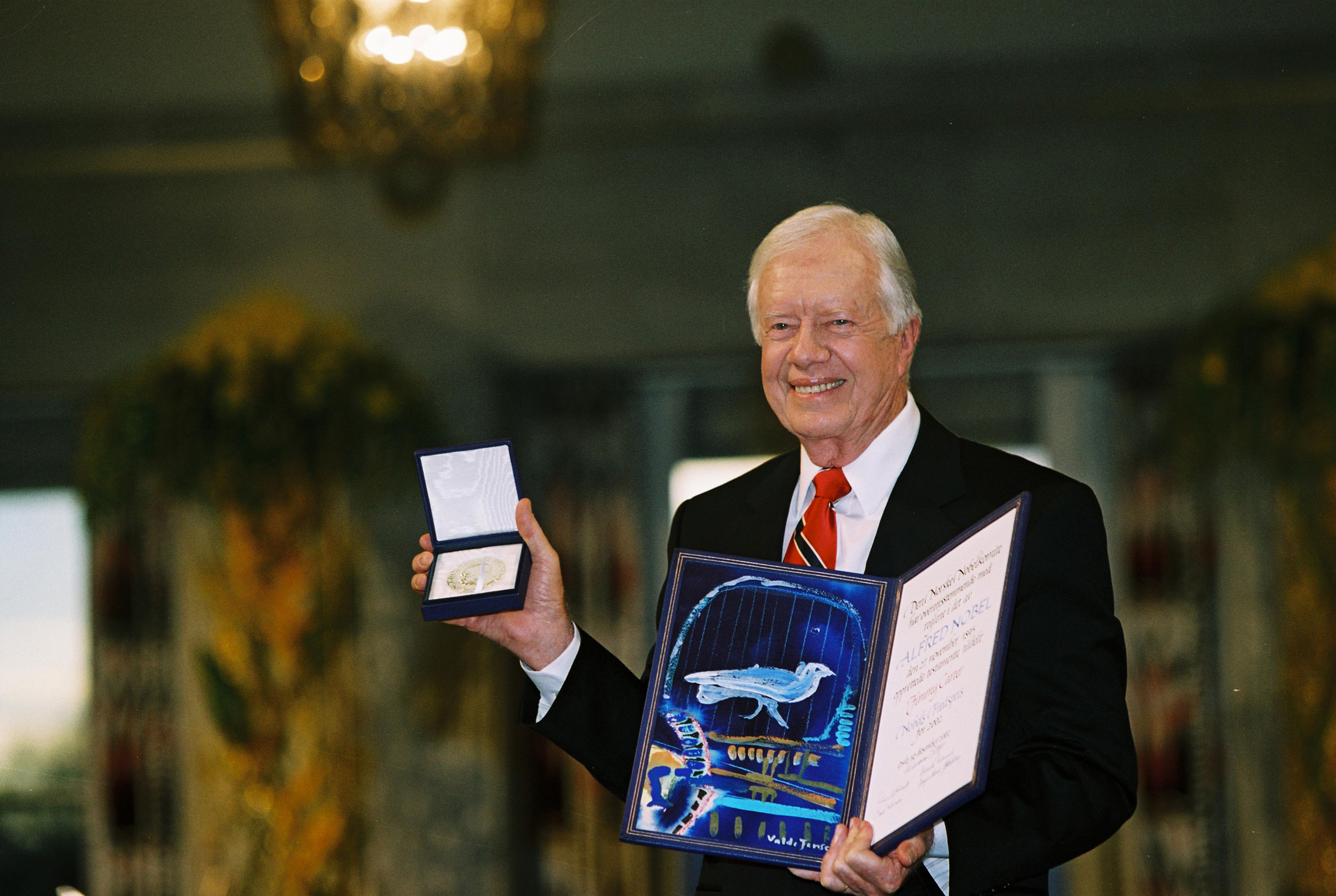
Jimmy Carter en 2002 (après sa présidence).
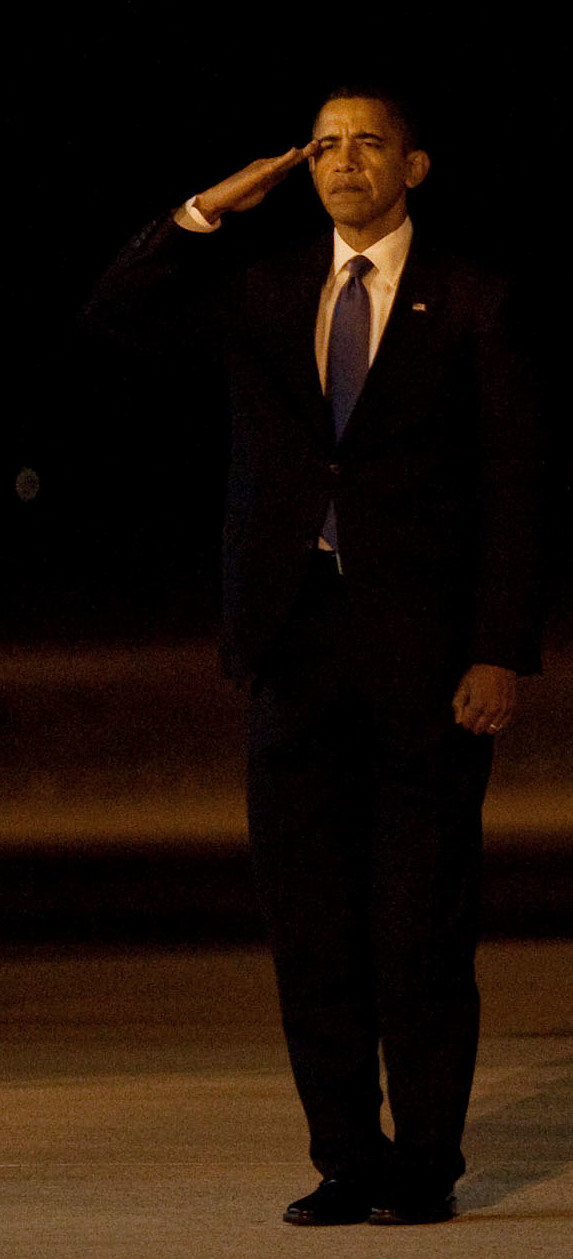
Barack Obama en 2009.